# Romain Gall
Romain Gall (Parijs, 31 januari 1995) is een Frans-Amerikaans voetballer die bij voorkeur als middenvelder speelt. Hij verruilde in 2018 GIF Sundsvall voor Malmö FF. In 2018 debuteerde Gall in het voetbalelftal van de Verenigde Staten.

## Clubcarrière
Gall werd geboren in Parijs en verhuisde op zijn zevende met zijn familie naar Herndon, Virginia. In de Verenigde Staten speelde hij in de jeugd van DC United en later in die van Real Salt Lake. In 2011 keerde hij terug naar Frankrijk, waar hij zich aansloot bij de jeugdopleiding van FC Lorient. In augustus van 2014 tekende Gall een contract bij de Major League Soccer. Via een loterij kwam hij vervolgens terecht bij Columbus Crew. Zijn debuut maakte hij op 23 augustus 2014 tegen Houston Dynamo. Hij zou uiteindelijk twee jaar spelen voor de club.
Op 31 maart 2016 trad Gall toe tot Nyköpings BIS, uitkomend op het derde niveau in Zweden. Na een seizoen bij Nyköping trok Gall de aandacht van Allsvenskan-club GIF Sundsvall, die hem voor drie jaar contracteerden. Gall kwam tot 24 competitie-optredens in zijn eerste seizoen bij Sundsvall. Na goede prestaties in het voorjaar van 2018, toen hij als middenvelder zeven goals wist te maken in 13 wedstrijden, verzekerde Gall zich halverwege het seizoen van een transfer naar topploeg Malmö FF. In april 2020 werd Gall tot het einde van het seizoen verhuurd aan het Noorse Stabæk Fotball.

## Statistieken
| Seizoen | Club              | Land             | Competitie             | Wed. | Doelp. |
| ------- | ----------------- | ---------------- | ---------------------- | ---- | ------ |
| 2012/13 | FC Lorient II     | Frankrijk        | Championnat National 2 | 1    | 0      |
| 2013/14 | FC Lorient II     | Frankrijk        | Championnat National 3 | 6    | 1      |
| 2014    | Columbus Crew     | Verenigde Staten | Major League Soccer    | 3    | 0      |
| 2015    | → Austin Aztex FC | Verenigde Staten | United Soccer League   | 11   | 3      |
| 2016    | Nyköpings BIS     | Zweden           | Division 1             | 24   | 9      |
| 2017    | GIF Sundsvall     | Zweden           | Allsvenskan            | 24   | 2      |
| 2018    | GIF Sundsvall     | Zweden           | Allsvenskan            | 13   | 7      |
| 2018    | Malmö FF          | Zweden           | Allsvenskan            | 12   | 6      |
| 2019    | Malmö FF          | Zweden           | Allsvenskan            | 16   | 1      |
| Totaal  | Totaal            | Totaal           | Totaal                 | 110  | 29     |